# Tufão Usagi (2024)
O tufão Usagi, conhecido nas Filipinas como Super Tufão Ofel, foi um poderoso ciclone tropical que atingiu as Filipinas e Taiwan no início de novembro de 2024. Ele foi o quinto de seis ciclones tropicais consecutivos que impactaram as Filipinas em um período de quatro semanas, sucedendo a tempestade tropical Trami e os Tufões Kong-rey, Yinxing e Toraji, e precedendo o mais intenso Tufão Man-yi. Além disso, Usagi foi um dos quatro ciclones tropicais que coexistiram simultaneamente no Pacífico Ocidental durante o mês de novembro, algo inédito desde o início dos registros em 1951; os outros três eram Yinxing, Toraji e Man-yi.
A vigésima quinta tempestade nomeada e o quinto super tufão da temporada anual de tufões, Usagi originou-se a partir de uma área de convecção localizada 494km (307 mi) a leste de Chuuk. Enquanto se deslocava para oeste na periferia sul de uma alta subtropical de nível médio, o sistema desenvolveu bandas convectivas formativas que envolviam ciclonicamente os quadrantes norte e oeste, indicando intensificação. Em 13 de novembro, o Centro Conjunto de Avisos de Tufão (JTWC) relatou que o sistema atingiu seu pico como um super tufão equivalente à categoria 4 na escala Saffir-Simpson, com ventos sustentados de 1 minuto de 240km/h (150mph). A Agência Meteorológica do Japão (JMA) registrou que Usagi atingiu sua força máxima com ventos sustentados de 10 minutos a 175km/h (110mph) e uma pressão central de 940 hPa (27.76 inHg). Usagi atingiu a costa em Baggao, Cagayan, na Ilha de Luzon em 14 de novembro, segundo imagens de satélite. Após cruzar o norte de Luzon, o tufão entrou no Canal Babuyan, movendo-se para noroeste ao longo da periferia sudoeste de uma alta subtropical de nível médio. O tufão passou próximo ás Ilhas Babuyan e ao norte de Cagayan, com imagens de satélite mostrando uma circulação de baixo nível rapidamente enfraquecida e convecção profunda concentrada ao nordeste de um centro amplo e parcialmente exposto. O sistema, exibindo um aspecto muito desorganizado e enfraquecendo significativamente devido ao aumento do cisalhamento vertical do vento, mostrou rotação desorganizada e lenta próximo à costa sudoeste de Taiwan. A JMA continuou monitorando Usagi até sua dissipação em 16 de novembro.
A PAGASA emitiu Sinais de Vento de Ciclones Tropicais para diversas áreas, e o DSWD anunciou que gastou ₱1 bilhão (US$ 20.3 milhões) em resposta a Usagi e a tempestades anteriores. Como medida preventiva, duas comportas na Represa Magat foram mantidas abertas, e as autoridades orientaram que as pessoas evacuadas devido a tufões anteriores não retornassem para suas casas. Em Taiwan, a Administração Central de Meteorologia emitiu um alerta marítimo para o sul do Estreito de Taiwan em 14 de novembro, seguido de um alerta terrestre para o Condado de Pingtung e a Península de Hengchun. O Usagi causou prejuízos entre US$ 9.56–73.78 milhões e deixou uma pessoa desaparecida nas Filipinas.

## História meteorológica
O tufão Usagi surgiu de uma área de convecção localizada 494km (307 mi) a leste de Chuuk, com imagens de satélite indicando uma ampla área de convecção persistente, que começou a se consolidar em 8 de novembro. No dia seguinte, às 12:00 UTC, a Agência Meteorológica do Japão (JMA) classificou o sistema como uma depressão tropical, citando um ambiente favorável ao seu desenvolvimento, com baixo a moderado cisalhamento vertical do vento, moderada divergência em altos níveis e temperaturas elevadas da superfície do mar. Às 13:00 UTC de 10 de novembro, o Centro Conjunto de Avisos de Tufão (JTWC) emitiu um alerta de formação de ciclone tropical, destacando o aumento de bandas convectivas curvas ao redor da periferia e o desenvolvimento de convecção sobre o centro do sistema, indicando intensificação. No dia seguinte, o JTWC designou o sistema como 27W, à medida que se desenvolvia no extremo sudeste de uma zona ativa que se estendia do Mar das Filipinas, ao largo da costa nordeste de Luzon. Enquanto se movia para oeste ao longo da periferia sul de uma alta subtropical de nível médio, o sistema apresentou faixas convectivas formativas que envolviam ciclonicamente os quadrantes norte e oeste, sinalizando intensificação. Às 18:00 UTC do mesmo dia, a JMA classificou o sistema como uma tempestade tropical e o nomeou Usagi. O sistema, então, entrou na Área de Responsabilidade das Filipinas, onde foi nomeado Ofel pela PAGASA.

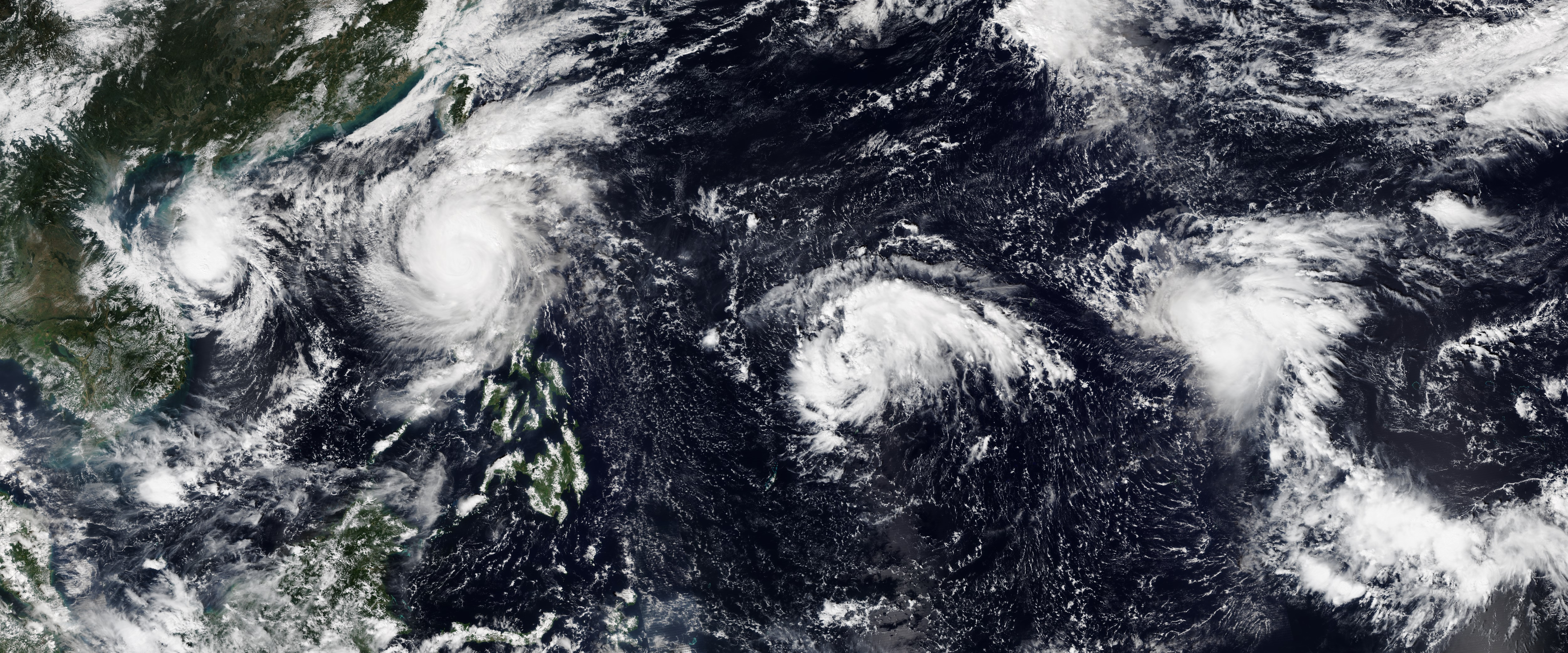
Quatro ciclones tropicais ativos simultaneamente em 11 de novembro. Da esquerda para a direita: Yinxing, Toraji, Usagi e Man-yi, a primeira ocorrência desde 1951

Na manhã seguinte, a JMA atualizou o sistema para uma tempestade tropical severa, com as bandas convectivas se organizando e se estendendo ao redor da periferia ocidental. Em 12 de novembro, tanto a JMA quanto o JTWC elevaram o sistema à categoria de tufão mínimo, à medida que apresentava bandas convectivas bem definidas, que se enrolavam de forma compacta ao redor de um centro de circulação de baixo nível encoberto. As imagens de satélite mostraram que o olho do tufão, inicialmente pequeno, havia se contraído ainda mais, indicando uma intensificação muito rápida. Em 13 de novembro, o JTWC relatou que o sistema atingiu seu pico como um super tufão equivalente à categoria 4, com ventos sustentados de 1 minuto de 240km/h (150mph), enquanto a JMA informou que Usagi alcançou sua intensidade máxima com ventos sustentados de 10 minutos de 175km/h (110mph) e uma pressão central de 940 hPa (27.76 inHg). Usagi fez landfall em Baggao, Cagayan, na Ilha de Luzon, por volta das 13h30 PHT (05h30 UTC) em 14 de novembro, conforme indicado pelas imagens de satélite, com o olho rapidamente se preenchendo e a nuvem central densa tornando-se mais assimétrica. Após cruzar o norte de Luzon, Usagi entrou no Canal Babuyan, movendo-se para noroeste ao longo da periferia sudoeste de uma alta subtropical de nível médio, passando próximo às Ilhas Babuyan e do norte de Cagayan, o que levou a JMA a rebaixar o sistema para uma tempestade tropical severa, enquanto as imagens de satélite mostravam uma circulação de baixo nível rapidamente enfraquecida, com convecção profunda se formando a nordeste de um centro amplo e parcialmente exposto. O sistema, com uma aparência muito desorganizada ao sudoeste de Taiwan e enfraquecendo significativamente devido ao aumento do cisalhamento vertical do vento, apresentou rotação desorganizada e giro lento perto da costa sudoeste de Taiwan, o que levou o JTWC a emitir seu aviso final em 16 de novembro, quando o sistema se enfraqueceu para uma depressão tropical. Depois disso, a JMA continuou monitorando o sistema até sua dissipação, às 12:00 UTC do mesmo dia.

## Preparativos, impacto e consequências

Usagi se aproximando das Filipinas em 12 de novembro

A partir de 12 de novembro, a PAGASA emitiu o Sinal de vento de ciclone tropical Nº 1 para Cagayan, as Ilhas Babuyan e partes de Apayao e Isabela. No dia seguinte, o Sinal Nº 2 foi elevado sobre Cagayan (incluindo as Ilhas Babuyan) e partes de Isabela e Apayao, enquanto o Sinal Nº 1 foi estendido para Abra, Batanes, Ifugao, Ilocos Norte, Kalinga, Província da Montanha, Quirino e partes de Aurora e Nueva Vizcaya. Em 12 de novembro, o Sinal Nº 3 foi emitido para o nordeste de Cagayan, enquanto o Sinal Nº 1 foi estendido para partes de Ilocos Sur. A PAGASA também alertou para possíveis ressacas e chuvas torrenciais afetando o norte de Luzon e Aurora. Em 14 de novembro, a PAGASA emitiu o Sinal Nº 5, seu sinal de vento mais alto, para a porção norte de Cagayan, enquanto o Sinal Nº 4 foi elevado para as Ilhas Babuyan e outras partes da província. O DSWD informou que havia gasto ₱1 bilhão (US$ 20,3 milhões) em recursos para responder ao Usagi e às tempestades anteriores, incluindo a tempestade tropical Trami (Kristine), o tufão Kong-rey (Leon), Yinxing (Marce) e Toraji (Nika).
Dois vertedouros na Represa Magat foram mantidos abertos como medida preventiva. As autoridades aconselharam as pessoas evacuadas devido aos tufões anteriores Yinxing (Marce) e Toraji (Nika) a não retornarem para suas casas. O DILG orientou os oficiais das regiões de Ilocos, Vale de Cagayan e Região Administrativa de Cordillera a prepararem recursos para a tempestade. Também foram ordenadas evacuações em Cagayan, onde o status de alerta vermelho foi mantido. Mais de 5.000 famílias foram evacuadas na província, enquanto 3.471 pessoas foram evacuadas em Isabela. Usagi destruiu infraestruturas em Baggao, onde mais de 1.000 famílias foram evacuadas. Em Gonzaga, duas casas foram arrastadas, enquanto árvores derrubadas causaram o colapso de uma ponte na mesma cidade, interrompendo o acesso à cidade vizinha de Santa Ana, que, por sua vez foi afetada por inundações. Um menino de seis anos ficou desaparecido após cair em um rio em Amulung, Cagayan. O governo da Coreia do Sul forneceu ajuda no valor de ₱30 milhões (US$ 609.137,06) por meio do Programa Alimentar Mundial para ajudar os afetados por Trami e outras tempestades recentes, incluindo Kong-rey, Yinxing, Toraji e Usagi. O Escritório Econômico e Cultural de Taipé doou suprimentos de socorro de alívio de desastres no valor superior a ₱5 milhões (US$ 101.522,84) para as Filipinas.
Até 17 de novembro, o Conselho Nacional de Gestão e Redução do Risco de Desastres (NDRRMC) relatou que 852.475 pessoas foram afetadas, com 111.658 deslocadas de suas casas. Os danos à infraestrutura nas Filipinas totalizaram ₱469,8 milhões (US$ 9,54 milhões), enquanto os prejuízos agrícolas na Região Central de Luzon atingiram ₱855.326 (US$ 17.367,03). A Guarda Costeira das Filipinas iniciou uma campanha de doações para ajudar os afetados pela tempestade. No entanto, no relatório do NDRRMC em 24 de novembro, os danos causados pelos tufões Toraji (Nika), Usagi (Ofel) e Man-yi alcançaram ₱784,68 milhões (US$ 15,93 milhões) na agricultura, enquanto os danos à infraestrutura chegaram a ₱2,85 bilhões (US$ 57,84 milhões), totalizando ₱3,63 bilhões (US$ 73,78 milhões). Além disso, 232 cidades sofreram apagões, e 123.441 casas foram danificadas. As inundações continuaram a afetar pelo menos 360 áreas em todo o país. Em Taiwan, a Administração Central de Meteorologia emitiu um alerta marítimo para a tempestade cobrindo a parte sul do Estreito de Taiwan no dia 14 de novembro, seguido por um alerta terrestre abrangendo o Condado de Pingtung e a Península de Hengchun no mesmo dia. Vários voos, serviços de balsa e trens foram cancelados.

## Ligações Externas
- 27W.USAGI do Laboratório de Pesquisa Naval dos Estados Unidos
- General Information do Tufão Usagi (2425) do Digital Typhoon